# Річі Блекмор
Рі́чі Бле́кмор (англ. Ritchie Blackmore; нар. 14 квітня 1945, Сомермет, Англія, Велика Британія) — британський рок-музикант, гітарист, автор пісень. Один із засновників таких груп, як Deep Purple та Rainbow. У цей час (листопад 2013) Річі є лідером групи Blackmore's Night. Річі Блекмор вважається одним з найкращих гітаристів XX століття..
Занесений до Зали слави рок-н-ролу в квітні 2016. За версією Guitar World та Rolling Stone вважається одним з найкращих і найвпливовіших гітаристів усіх часів.

## Біографія
Блекмор народився 14 квітня 1945 року в місті Вестон-супер-Меа. Був другою дитиною в родині Льюїса Блекмора. Сім'я переїхала до Гестона (графство Миддлесекс), коли Річардові булло два роки. Почав займатися грою на гітарі з 11-ти років.
Річі почав виступати з початку 1960-х як тимчасовий гітарист у різних колективах. У 1968 році разом із клавішником Джоном Лордом заснував групу Deep Purple. Саме Річі дав назву групі, за назвою пісні, яку любила його бабуся. У Deep Purple Річі прославився як віртуозний гітарист та один із засновників хард-року.
Скандали, а також розбіжності в музичних смаках між Річі та новими музикантами Deep Purple призвели до того, що в 1975 році Блекмор покинув цей гурт.
1975 року Річі увійшов у музичний гурт Elf. Новий колектив отримав назву Rainbow та активно використовував ім'я Блекмора в рекламних цілях. Так, дебютний альбом гурту називався «Ritchie Blackmore's Rainbow». У Rainbow Річі та вокаліст Ронні Діо продовжили використовувати стилістику гард-року та раннього важкого металу. Група також використовувала у своїй музиці переробки класичних і народних музичних пісень. Rainbow незабаром стали практично сольним проєктом Блекмора, який звільнив одного за іншим більшість колишніх членів Elf, а 1979 другий лідер групи — Ронні Діо - перейшов у Black Sabbath. Це знизило популярність групи, її нові альбоми не мали такого успіху, як перші.
У 1984 році Блекмор, Лорд, Гіллан та Пейс декларують про возз'єднання Deep Purple у складі початку 1970-х. «Нові старі» Deep Purple записали альбом Perfect Strangers та провели успішний тур в його підтримку. Але незабаром стосунки між Блекмором та вокалістом Яном Гілланом зіпсувалися. Річі спробував запросити на заміну Гіллану Джо Лінна Тернера, свого колегу по Rainbow, але заміна була зустріта несхвально рештою учасників та частиною фанатів. В результаті в 1993 році Річі пішов з Deep Purple та відтворив Rainbow.
Новий склад Rainbow був нестабільний та насилу записав єдиний альбом Stranger in Us All. Незадовго до цього Річі познайомився з вокалісткою та поетесою Кендіс Найт, яка написала частину текстів для Rainbow, а також виконувала бек-вокал в Rainbow та Deep Purple.
У 1997 році, остаточно закривши Rainbow, Річі та Кендіс заснували Blackmore's Night — фолк-рок проект, названий за їх прізвищами. Музика Blackmore's Night значно відрізняється від попереднього стилю Річі: це акустичні балади у дусі музики епохи Ренесансу, в групі з'явилися виконавці на духових, класичних та народних інструментах, а сам Річі почав грати переважно на акустичній гітарі. Кендіс Найт також виконує свої жіночі версії пісень з репертуару Deep Purple, наприклад, Child In Time, Soldier Of Fortune та навіть Smoke On The Water.

## Дискографія

### Сольні альбоми
- 1963 Just Like Eddie
- 1989 Rock Profile
- 1991 Rock Profile Vol. 2
- 1991 The Derek Lawrence Sessions Take 1
- 1992 The Derek Lawrence Sessions Take 3
- 1994 Dreams Do Come True - The 45's Collection
- 1994 Take It! Sessions 63/68
- 2005 Getaway - Groups & Sessions

### Епізодичні появи

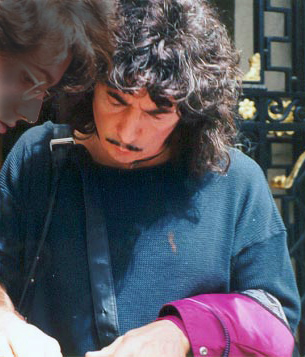
Ritchie Blackmore, 1997

- 1971 Green Bullfrog (Green Bulfrog)
- 1972 Hands Of Jack The Ripper (Screaming Lord Sutch & Heavy Friends)
- 1973 Hurry To The City (Ренді Пай & Family, SP)
- 1974 I Survive (Адам Фейф, «I Survive»)
- 1980 Humanesque (Джек Грін, «I Call, No Answer»)
- 1990 The Earthquake Album (Rock Aid Armenia, «Smoke On The Water '90»)
- 1992 Caché Derriève (Laurent Voulzy, «Guitare héraut»)
- 1996 Twang! A Tribute To Hank Marvin & The Shadows («Apache»)
- 1996 All Right Now (The Sweet, «All Right Now By Now»)
- 1997 In A Metal Mood - No More Mr Nice Guy (Pat Boone, «Smoke On The Water»)
- 2003 Und Dein Roter Mund («Shepherd's Walk»)

### Дискографія Blackmore's Night
Альбоми:
- Shadow of the Moon (1997)
- Under a Violet Moon (1999)
- Fires at Midnight (2001)
- Minstrels and Ballads (2001)
- Ghost of a Rose (2003)
- The Village Lanterne (2006)
- Winter Carols (2006)
- Secret Voyage (2008)
- Autumn Sky (2010)

Концерти:

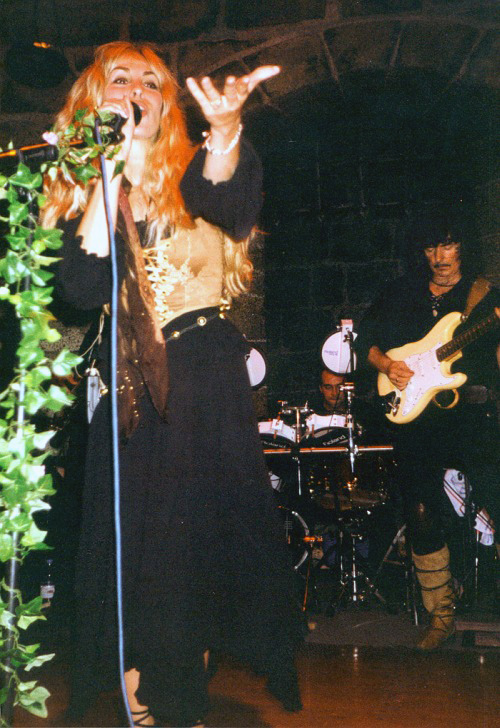
Річі Блекмор та Кендіс Найт

- Past Times with Good Company (2002)

Збірки:
- Beyond the Sunset: The Romantic Collection (2004)

Живі концерти на VHS/DVD:
- Shadow of the Moon (1997)
- Live in Germany '99 (2000)
- Castles and Dreams (2005)
- Paris Moon (2007)

### З'явився в фільмах
- 1991 Deep Purple — Heavy Metal Pioneers
- 1995 Rock Family Trees — Deep Purple
- 2002 Classic Albums — Deep Purple's Machine Head
- 2006 Rainbow — In Their Own Words (archive footage)
- 2008 Guitar Gods — Ritchie Blackmore (archive footage)

## Виноски
1. ↑  Deutsche Nationalbibliothek Record #124973817 // Gemeinsame Normdatei — 2012—2016.
2. ↑  Top 100 [Архівовано 22 січня 2009 у Wayback Machine.] журналу Guitar World
3. ↑  
The 100 Greatest Guitarists of All Time. Rolling Stone. August 27 2003. Архів оригіналу за 23 серпня 2011. Процитовано 23 грудня 2008.
4. ↑  Guitar World's "100 Greatest Metal Guitarists of All Time" - Blogcritics Music. web.archive.org. 5 червня 2011. Архів оригіналу за 5 червня 2011. Процитовано 4 травня 2023.
5. ↑  Stone, Rolling (18 грудня 2015). 100 Greatest Guitarists. Rolling Stone (амер.). Процитовано 4 травня 2023.